# エムズ北仙台
エムズ北仙台（えむずきたせんだい）は、宮城県仙台市青葉区堤町に所在するオフィス・商業ビル。

## 概要
「北仙台駅第一地区・B-1街区」再開発事業として、隣接する北仙台シティプレイス中央館・同東館と共に建設された。

## 入居テナント
| 階数 | テナント名                                            | 備考                   |
| ---- | ----------------------------------------------------- | ---------------------- |
| B1   | 東北ダイヤパーキング                                  | 地下駐輪場             |
| 1    | 地下鉄北仙台駅 北2出口                                | 地下鉄北仙台駅 北2出口 |
| 1    | パーム調剤薬局 北仙台店                               |                        |
| 2    | 仙台市北部急患診療所（北部救急）                      |                        |
| 3    | エフアンドエム 仙台支社                               |                        |
| 4    | みみ・はな・のど 北仙台クリニック                     |                        |
| 4    | デンカシンキ 仙台支社                                 |                        |
| 4    | 三水コンサルタント 東北支社                           |                        |
| 5    | パイオニアシステムテクノロジー 本社                   |                        |
| 6    | ニュージェック 東北支店                               |                        |
| 7    | アイクレオ 仙台営業所                                 |                        |
| 8    | 東北電力 料金事務センター                             | 8F～10Fを使用          |
| 9    | 東北電力 料金事務センター                             | 8F～10Fを使用          |
| 9    | ホワイト急便 / 株式会社アルト 仙台本社                |                        |
| 10   | 東北電力 料金事務センター                             | 8F～10Fを使用          |
| 10   | キヤノンシステムアンドサポート 東北支社               |                        |
| 11   | 江崎グリコ 冷菓事業本部北海道・東北統括支店、仙台支店 |                        |

## 近隣施設
- 仙台市青葉体育館・仙台市武道館
- 北仙台シティプレイス（西館・中央館・東館）
- 北仙台駅